# Shiho Ishizawa
Shiho Ishizawa (jap. 石澤志穂 Ishizawa Shiho; ur. 23 października 1986 w Nakasatsunai) – japońska łyżwiarka szybka.
Shiho Ishizawa uczestniczyła dwukrotnie na zimowych igrzyskach olimpijskich (2010 i 2014). Podczas pierwszych igrzysk, Ishizawa wzięła udział w dwóch konkurencjach łyżwiarstwa szybkiego: biegu na 3000 m (15. miejsce) i biegu na 5000 m (9. miejsce). W 2014, podczas igrzysk, Shiho Ishizawa, wzięła udział w dwóch konkurencjach łyżwiarstwa szybkiego: biegu na 3000 m (9. miejsce) oraz biegu na 5000 m (12. miejsce).